# Кербер (группа)
Кербер (серб. кир. Кербер) — сербско-югославская хард-рок группа, образованная в городе Нише в 1981 году.
Основными участниками группы Kerber являются вокалист Горан Шепа «Гале», гитарист Томислав «Томица» Николич и клавишник Бранислав «Бане» Божинович. Дебютный альбом группы, вышедший в 1983 году, принес им всенародную популярность. Их звучание эволюционировало от хэви-рока на дебютном альбоме к мелодичному хард-року на других релизах 1980-х. Группа выпустила свой последний студийный альбом в 1996 году. В начале 2010-х группа вернулась к живым выступлениям и выпустила новый материал.

## История группы

### 1980-е годы
История данной группы начинается в Нише в начале 1980-х годов с группы Top (англ. Cannon). Top исполнили собственные песни, а также каверы на песни зарубежных хард-рок-исполнителей, часто сотрудничая с театром «Третья половина». Они завоевали местную популярность, но не имели постоянного состава. В 1981 году был сформирован устойчивый состав, в который вошли Горан Шепа «Гале» (вокалист), Томислав «Томица» Николич (гитарист), Бранислав «Бане» Божинович (клавишные), Зоран Стаменкович (ударные) и Зоран Мадич (бас-гитарист). Они взяли имя Кербер и решили исполнить собственный материал. Песни были написаны всеми участниками, а слова написал Стаменкович.
Первый официальный концерт группы состоялся в ноябре 1981 года в музыкальном клубе Muzički в Нише. Начиная с 1982 года, группа дала множество концертов в Нише. Ранней весной 1982 года Зоран Мадич покинул группу, чтобы пройти обязательную службу в югославской армии. Его заменил бывший участник Mama Rock и Plamteche Nebo (Пылающее небо) Зоран «Соса» Жикич. У Жикича были впечатляющие выступления на сцене: он играл на гитаре в форме топора и исполнял огненное дыхание. В мае 1983 года Кербер заняла первое место на молодежном фестивале в Суботице с песней «Mezimac» («Миньон»). Через несколько дней после этого успеха они выступили на разогреве на концерте Galija на стадионе Ташмайдан в Белграде.
Свой дебютный альбом Nebo je malo za sve (Небо не достаточно большое для всех) был написан группой в июле 1993, спродюсированный Гордоном Роули, бас-гитаристом британской хэви-метал группы Nightwing. Участники Kerber познакомились с Роули, когда он выступал в Югославии в составе аккомпанирующей группы Питера Грина, и после прослушивания демо-записей группы Роули заинтересовался работой с ними. Альбом был записан в студии Aquarius в Белграде и сведен в Strawberry Studio в Манчестере. Он был выпущен на лейбле ZKP RTLJ и сразу же стал успешным: за первую неделю продажи альбома было продано 10 000 копий. В альбом вошли общенациональные хиты «Mezimac», «Nebo je malo za sve» и «Heroji od staniola» («Герои из фольги»). После выхода альбома Кербер выступила на разогреве на концертах Uriah Heep в Югославии.
В январе 1984 года во время турне по Македонии, Стаменкович заразился инфекционным гепатитом, поэтому в марте, во время выступления Кербера на музыкальном фестивале в Опатии, его временно заменил барабанщик Generacija 5 Бобан Дорджевич. Несмотря на хорошее выступление, Кербер плохо вписался в поп-формат фестиваля в Опатии. Во время тура группа выступила в белградском Sava Centar на концерте различных артистов, организованном подростковым журналом ITD, но выступление группы было прервано после того, как их пиротехника случайно подожгла сцену. 19 мая 1984 года во время концерта группы под открытым небом в Нови-Саде Жикич получил ожоги второй степени при попытке дышать огнем в ветреную погоду. Он продолжил концерт, несмотря на совет врача, а позже продолжил тур с повязками на лице. После этого происшествия другие участники запретили Жикичу продолжать огнедышащий номер. 25 мая 1984 года группа вместе с рядом других коллективов выступила на большом концерте под открытым небом на площади Маркса и Энгельса в Белграде, организованном в рамках празднования Дня молодежи, а в июне 1984 года они были на разогреве концертов Nightwing в Югославии. Летом 1984 года группа выступала в Греции.
В декабре 1984 года группа Кербер отправилась в Великобританию для записи своего второго альбома «Ратне Игре» («Военные игры»). Альбом был записан в Сохолле, а продюсером снова выступил Гордон Роули. Во время пребывания в Британии Кербер выступала в Ливерпуле и Честере. Англоязычная версия «Mezimac» под названием «Get Me Out» была записана на их концерте в Ливерпуле и включена в альбом. В мае 1985 года, всего через неделю после выпуска Ратне игры, Стаменкович ушел служить в армию, и его снова заменил Бобан Джорджевич. 15 июня того же года Кербер вместе с 23 другими исполнителями выступил на стадионе «Црвена Звезда» на концерте, который был частью YU Rock Misija, югославского вклада в Live Aid. В октябре 1985 года барабанщик Бобан Джорджевич переехал в США, и его заменил бывший участник Mama Co Co, YU Grupa и Leb i Sol Драголюб Джуричич. В ноябре того же года Кербер был награжден премией Smeli Cvet («Мужественный цветок»), врученной Союзом социалистической молодежи Югославии за вклад в югославскую рок-музыку.
В 1986 году Кербер записал свой третий студийный альбом Seobe (Миграции), продюсером которого выступил композитор и бывший лидер Korni Grupa Корнелие Ковач . Большая часть текстов альбома была написана Арсенийевичем: две песни на стихи, написанные фротманом Рибли Чорба Борой Дордевичем, и две песни на слова гитариста Рибли Чорбы Николы Чутурило . Альбом принес множество хитов: «Hajde da se volimo» («Займемся любовью»), «Čovek od meda» («Человек, сделанный из меда», вокал с участием Боры Джорджевича), пауэр-баллады «Kad ljubav izda» («Кад любав изда» («Человек, сделанный из меда») Когда любовь предает", в которой использовалась цитата из стихотворения Перо Зубаца «Мостарские дожди»), «Još samo ovu noć mi daj» («Подари мне еще эту ночь»), «Bolje da sam Druge ljubio» («Надо было целовать других девушек») и «Сеобе», последний вдохновлен эмиграцией сербов из Косово в 1980-е годы. Одна из заглавных песен альбома «Боље да сам друге љубио» стала своего рода визитной карточкой группы. После успеха Seobe Кербер дал более 200 концертов по Югославии. Группа отправилась в промо-тур с клавишником Милорадом Джмерковичем, ранее работавшим в Slomljena Stakla и Peđa D' Boy Band, поскольку Браниславу Божиновичу пришлось покинуть группу в июле 1986 года, всего через месяц после записи Seobe, чтобы отслужить службу в югославской армии. В своем родном городе Кербер 16 мая 1987 года провел концерт на стадионе «Железничар» с участием многочисленных приглашенных групп.
В 1988 году группа выпустила альбом «Люди и боги» («Люди и боги»), спродюсированный Джордже Петровичем. К моменту записи Божинович отслужил службу в армии и вернулся в группу. Основными хитами стали «Svet se brzo okreće» («Мир быстро вращается») и баллада «Na raskršću» («На распутье»). Тексты песен написал Душко Арсеньевич, часть из них посвящена политическим темам. Летом того же года Жикич покинул группу, и его заменил бывший участник Suncokret, Bulevar, Propaganda и Idoli Бранко Исакович, который, благодаря известным сценическим выступлениям Жикича, получил широкое освещение в югославской прессе.
Группа записала свой первый концертный альбом 121288 Uživo на концерте, состоявшемся в Белградском молодежном центре 12 декабря 1988 года (таким образом, 121288 в названии альбома). Альбом был поспешно записан и сведен и в результате не был хорошо принят фанатами и критиками. В 1989 году Кербер дал еще один концерт на стадионе «Железничар» в Нише и месячный тур по Советскому Союзу. Они выступали в Москве, Ленинграде, Ялте и других городах.

### 1990-е годы
В конце 1990 года группа выпустила свой пятый студийный альбом Peta strana sveta (Пятая сторона мира), продюсером которого выступил Саша Хабич . Тексты альбома были написаны Душко Арсеньевичем и Борой Дордевичем, а песня «Ljubav je» («Love Is») была написана клавишником Generacija 5 Драголюбом Иличем. В нескольких песнях участвовал Ненад Петрович на саксофоне, а в песне «Мама — тата» («Мама — папа») участвовал детский хор. Вскоре после выпуска альбома Джуричич покинул группу, чтобы вернуться в Leb i Sol, и его заменил Йосип «Йошко» Хартл, ранее работавший в группе Frenky. Для ретроспективного вечера Белградского весеннего фестиваля 1991 года Кербер записал кавер на песню Здравко Чолича «April u Beogradu» («Апрель в Белграде»). После этого события группа сделала более длительный перерыв в работе, во время которого записала музыку к театральному спектаклю Blues osmeh ("Улыбка Блюза "). 23 апреля 1994 года группа провела концерт в здании Нишского национального театра . В концерте приняли участие участники Нишского симфонического оркестра и члены церковного хора Бранко.
В начале 1996 года Кербер выпустил студийный альбом Zapis (Надпись), спродюсированный Владимиром Неговановичем. На альбоме появились новые участники: Саша Васькович (бас-гитара), Владан Станоевич (акустическая гитара) и Горан Джорджевич (ударные). Впервые в карьере группы в состав группы вошли акустическая гитара и перкуссия, и вместо фирменного синтезаторного звука Божиновича в большинстве песен он играл на органе Hammond . Фронтмен Ван Гога Звонимир Джукич «Дюле» появился на альбоме в качестве гостя, играя на гитаре. В январе 1996 года группа провела концерт в студии «М» в Нови-Саде. Запись этого концерта вышла на альбоме Unplugged в 1998 году Первоначально записи были выпущены на двух отдельных аудиокассетах лейблом Take Or Leave It Records и выпущены группой самостоятельно на одном компакт-диске в 1999 году В конце 1996 года Кербер провел концерт на центральной городской площади Ниша в рамках сербских протестов 1996 года, организованных в ответ на фальсификации выборов. В 1998 году, помимо Unplugged, группа выпустила два сборника: Antologija 1983—1998 I (Антология 1983—1998 I) и Антология 1983—1998 II (Anthology 1983—1998 II), с подробным обзором их творчества. В том же году они отпраздновали свое 15-летие концертом в крепости Ниш . В качестве гостей на концерте выступили Нишский симфонический оркестр, церковный хор Бранко и Корнелие Ковач. В 1999 году они выступили на разогреве на концерте Dio в Софии, Болгария, и вскоре после этого взяли перерыв.

### 2000-е годы
В 2000-е годы Кербер, хотя официально все еще действовал, выступал лишь изредка. 9 февраля 2006 года группа воссоединилась в своем первоначальном составе впервые за двадцать три года, чтобы отпраздновать свое 25-летие концертом в здании Сербского национального театра в Нови-Саде. В 2008 году PGP-RTS выпустила сборник Svet se brzo okreće — The Best of, а в 2009 году тот же лейбл выпустил бокс-сет Кербера под названием Sabrana dela (Собрание сочинений). В бокс-сет вошли все шесть студийных альбомов Кербера на компакт-дисках и новая песня «Свети Никола» («Святой Николай») на седьмом диске. После выхода бокс-сета в группу вернулся оригинальный бас-гитарист Кербера Зоран Мадич.

### 2010-е годы
В 2010 году к группе в качестве второго гитариста присоединился Небойша Минич, бывший участник групп Gidra i Erotske Čokoladice («Гидра и эротический шоколад») и Puls («Пульс»). Группа отметила свое 30-летие тремя концертами. Первый состоялся в Чаир Холле в Нише 15 декабря 2011 года. На концерте присутствовало множество гостей: бывшие участники группы Зоран Стаменкович, Влада Караджов, Горан Дордевич, Владан Станоевич, Бранко Исакович и Драголюб Джуричич, Неверне Бебе, YU Grupa, Корнелие Ковач, вокалист Smak Деян Найданович и хор Константина. Второй концерт состоялся в зале СПЭНС в Нови-Саде 6 апреля 2012 года. Третий и последний концерт состоялся в Белградском спортивном зале 13 декабря 2012 года. На концерте в качестве гостя выступил Бора Джорджевич.
На фестивале пива в Белграде в 2013 году Кербер дебютировала с новой песней под названием «Pepeo i prah» («Пепел и пыль»). В 2017 году PGP-RTS выпустила сборник Specijal (Special Edition), в который вошли 17 обновленных песен периода 1986—1996 годов. В 2018 году тот же лейбл выпустил бокс-сет Unplugged Live Sava Centar . В бокс-сет вошли два DVD- диска с записью автономного концерта, который группа провела в белградском Sava Centar 12 декабря 2017 года, а также аудио-CD с записями с концерта. В концерт и в альбом вошли две ранее не записывавшиеся песни: «Не говори» и «Пепео и прах».

### 2020-е годы
15 марта 2021 года бывший барабанщик Кербера Драголюб Джуричич скончался от осложнений, вызванных COVID-19 во время пандемии COVID-19 в Сербии . Ему было 68 лет.
31 января 2021 года Кербер выпустили сингл «Bestraga sve» («Черт возьми»), их первую студийную запись за двенадцать лет. Текст песни написал Никола Чутурило. Сценарий видеоклипа написал писатель Милош Петкович, а в клипе приняла участие актриса Петра Нешич из Нишского академического театра. В 2021 году группа планировала отметить свое 40-летие двумя большими концертами в Белграде и Нише, но концерты были отложены из-за пандемии COVID-19. Концерты состоялись в 2022 году; Белградский концерт прошел в Зале профсоюзов 10 февраля как автономное выступление, а концерт в Нише прошел в амфитеатре Нишской крепости 11 июня.
Бывший клавишник группы Милорад Джмеркович умер 26 сентября 2022 года.
В октябре 2022 года писатель Милош Петкович опубликовал книгу о группе под названием Kerber: Hronike troglavog psa («Кербер: Хроники трехголовой собаки»). Отсканировав QR-код в книге, покупатели получили эксклюзивный доступ к новой песне группы «Suze kroz noć» («Слезы сквозь ночь»).
В 2024 году группа «Кербер» награждена Золотой медалью «За заслуги» Республики Сербия.

## Наследие
Сербская рок -певица Виктория записала кавер на песню «Seobe» из своего альбома 2000 года Nostalgija («Ностальгия»). Сербская хэви-метал группа Alogia перепела песни «Mezimac» и «Hajde da se volimo» из своего концертного альбома 2006 года Priče o vremenu i životu — Live at SKC (Tales of Time and Life — Live at SKC), с участием Шепы в качестве гостя. по песням. Сербская хард-рок- и хэви-метал группа Atlantida записала кавер на песню «Igraj sad» («Танцуй сейчас») для своего альбома 2009 года Put u večnost («Дорога в вечность»).
В 2000 году песня «Seobe» заняла 43-е место в списке 100 лучших югославских рок-песен всех времен Rock Express. В 2011 году песня «Mezimac» была признана слушателями Радио 202 одной из 60 величайших песен, выпущенных PGP-RTB / PGP-RTS за шестьдесят лет существования лейбла.
На Ютуб-канале Omnistar East видео с песней Ратне Игре набрало 4,2 миллиона просмотров.

## Дискография
| Студийные альбомы - Nebo je malo za sve (1983) - Ratne igre (1985) - Seobe (1986) - Ljudi i bogovi (1988) - Peta strana sveta (1990) - Zapis (1996) | Концертные альбомы - 121288 Uživo (1989) - Unplugged (1998) - Unplugged Live Sava Centar (2018) |